# Komputerowa gra strategiczna
Komputerowa gra strategiczna – gatunek gier komputerowych, w których zwycięstwo wymaga przede wszystkim umiejętności myślenia i planowania. Gry strategiczne akcentują wyzwania o charakterze strategicznym, taktycznym, a czasami także logistycznym. Część przedstawicieli gatunku oferuje również wyzwania dotyczące gospodarki i odkrywania nowych terenów. Najczęściej gry strategiczne dzielone są na cztery podgatunki w zależności od tego, czy rozgrywka odbywa się w czasie rzeczywistym, czy w systemie turowym, jak również, czy dana gra skupia się na zadaniach strategicznych, czy też taktycznych.

## Definicja
Strategiczne gry komputerowe są gatunkiem gier komputerowych, w których odniesienie zwycięstwa wymaga odpowiedniego myślenia i planowania. Ściślej mówiąc, gracz musi zaplanować serię akcji skierowanych przeciwko przeciwnikowi (lub przeciwnikom), a celem rozgrywki jest zwykle redukcja wrogich sił zbrojnych. Zwycięstwo osiąga się w wyniku lepszego niż przeciwnik planowania, mniejszą rolę zaś odgrywa element przypadku. W większości strategicznych gier komputerowych gracz może spoglądać na świat gry z lotu ptaka, jak również pośrednio kontrolować przypisane mu jednostki. W związku z tym znaczna część gier strategicznych zawiera elementy walki o różnym natężeniu, a także umożliwia wybór spośród różnych opcji taktycznych i strategicznych. Gry wywodzące się z tego gatunku często wystawiają na próbę nie tylko umiejętności wojskowe gracza, ale również jego zdolności w zakresie eksploracji świata przedstawionego oraz zarządzania gospodarką.

### Związki z innymi gatunkami
Pomimo że sporo gier akcji skłania do myślenia strategicznego, rzadko klasyfikuje się je jako gry strategiczne. W tych ostatnich dochodzi do działań na większą skalę, a akcent w nich położony jest na zdolność gracza do przechytrzenia własnego przeciwnika. Gry strategiczne rzadko zawierają w sobie wyzwania polegające na bezpośredniej eliminacji przeciwnika, gdyż ich użycie może nie odpowiadać graczom przyzwyczajonym do myślenia strategicznego. W porównaniu z innymi gatunkami (grami akcji, grami przygodowymi), w których licznych przeciwników może pokonać pojedyncza postać gracza, w grach strategicznych szanse obu stron są wyrównane. Każda strona konfliktu zasadniczo ma dostęp do podobnych surowców i akcji, a zalety i wady kierowania każdą z frakcji podlegają zbilansowaniu.
Pomimo obecności wyzwań o charakterze strategicznym, taktycznym, a miejscami także logistycznym, gry strategiczne różnią się od logicznych. Różnica polega na tym, że o ile w grach strategicznych planowanie dotyczy wielu graczy, w logicznych odbywa się wyłącznie w izolacji. Ten pierwszy gatunek ma również mechanikę inną niż w przypadku gier ekonomicznych, w których wyzwania mają charakter wyłącznie gospodarczy i nie wymagają jakiejkolwiek walki zbrojnej. Jeżeli istnieje w nich konflikt, to tylko w stopniu niewymuszającym zastosowania działań skierowanych bezpośrednio przeciwko oponentowi.
Gry strategiczne wykazują podobieństwo do fabularnych w kwestii zarządzania jednostkami o różnych właściwościach podanych w postaci numerycznej. Mimo to w grach fabularnych kontrola obejmuje niewielką liczbę unikalnych postaci, natomiast gry strategiczne opierają się na starciu większej liczby bardzo podobnych jednostek.

## Mechanika

### Jednostki i konflikt

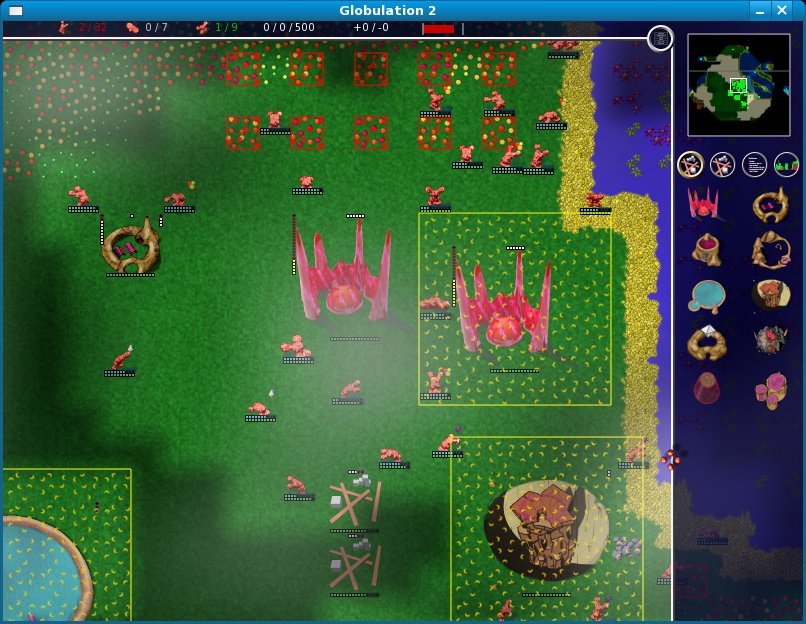
Gry strategiczne oddają graczom pośrednią kontrolę nad masą jednostek zgromadzonych na polu bitwy. W części z nich, na przykład Globulation 2, koniecznością jest wznoszenie budynków

W grach strategicznych konflikt odbywa się pomiędzy zbiorowiskami lub pojedynczymi bojownikami, nazywanymi zwyczajowo jednostkami. Od gry zależy, jak wieloma rodzajami jednostek może kierować gracz, jednakże każdą z nich cechują określone wady i zalety. Jednostki różnią się możliwościami i szybkością przemieszczania się; mają też zróżnicowaną liczbę punktów życia i wytrzymałość na obrażenia. Cechują je również różnorakie parametry związane z siłą i zasięgiem ataku. Pomimo że jednostek używa się przeważnie w celach bojowych, mogą służyć także do innych celów takich jak transport innych jednostek oraz przeprowadzanie zwiadu. Obiekty pozbawione możliwości przemieszczania się, na przykład wieżyczki, również są traktowane jako jednostki. Jeżeli dana jednostka zostanie zniszczona, gracz traci wynikające z jej posiadania korzyści. Większość gier strategicznych umożliwia graczem budowę nowych jednostek w przeznaczonych do tego celu budowlach bądź fabrykach.
Gracz wydaje polecenia jednostkom, zaznaczając je przeważnie poprzez kliknięcie na nie myszą i wybierając rozkaz z menu. Doświadczeni użytkownicy gry stosują również skróty klawiaturowe. Do poleceń wykonywanych zwykle przez jednostki należy ruch, atak, zatrzymanie się, utrzymanie pozycji; niektóre gry strategiczne oferują również wydawanie bardziej złożonych rozkazów. Niektóre jednostki dysponują niekiedy specjalnymi umiejętnościami, na przykład zdolnością bycia niewidzialnym dla innych, co gra może zrównoważyć poprzez obecność jednostek wykrywających niewidoczne obiekty. W niektórych grach strategicznych występują postacie dowódców, którzy zapewniają dodatkowe modyfikatory dla innych jednostek. Do zdolności przewidzianych dla kierowanych obiektów może należeć też umiejętność przekraczania zwykle niedostępnego terenu oraz przeprawiania innych jednostek. Do umiejętności niezwiązanych z walką należy zdolność naprawiania bądź konstruowania nowych jednostek tudzież budynków.
Nawet w przypadku wymyślonych lub fantastycznych konfliktów gry strategiczne próbują rekonstruować okoliczności taktyczne o istotnym znaczeniu, wykorzystując do tego celu historię. Integralną część prowadzenia bitew stanowią metody takie, jak flankowanie, wykonywanie dywersji bądź odcinanie linii zaopatrzenia. Istotnym elementem strategii może być rozlokowanie jednostek na określonym terenie, gdyż w takim przypadku otrzymują one bądź tracą przewagę strategiczną. W części gier strategicznych, na przykład Civilization V lub Medieval II: Total War, konflikty mogą przejawiać się w postaci dyplomacji bądź prowadzenia działalności szpiegowskiej. Główną formę konfliktu stanowi jednak walka zbrojna, gdyż według projektantów gier prowadzenie sporów bez użycia przemocy nie byłoby atrakcyjne.

### Ekonomia, zasoby i usprawnienia
W strategicznych grach odbiorca ma do czynienia z dodatkowymi zadaniami o charakterze ekonomicznym. Wśród nich może się znajdować konstrukcja budynków, utrzymywanie populacji oraz zarządzanie zasobami. Do uporania się z tymi zadaniami gry strategiczne wykorzystują interfejs składający się z okien.
Większość gier strategicznych umożliwia graczom akumulację zasobów, które można wymienić na jednostki lub budynki takie jak fabryki. Ilość zasobów i ich rodzaje różnią się w zależności od gry. W części gier zasoby są rozrzucone po mapie w dużych ilościach, a sugerowaną taktyką jest ich przejęcie. Inne kładą nacisk na sposób zarządzania surowcami, a dostępność zasobów dla poszczególnych graczy podlega w nich zbilansowaniu. Niewielka część gier nie przywiązuje uwagi do kwestii zasobów, oddając graczowi do dyspozycji z góry ustaloną ilość jednostek.
Gry strategiczne nierzadko umożliwiają graczowi zużywanie zasobów na usprawnienia oraz badania naukowe. Część usprawnień przyczynia się do poprawy ogólnego stanu gospodarki gracza. Inne przynoszą korzyści jednostce bądź rodzajowi jednostek, co odbywa się poprzez odblokowanie bądź zwiększenie konkretnych umiejętności bitewnych. Czasami usprawnienia stają się dostępne po wzniesieniu budowli, które odblokowują bardziej zaawansowane konstrukcje. W grach o większej liczbie usprawnień niekiedy występuje drzewko technologiczne, czyli łańcuch ulepszeń wymaganych do odblokowania nowych jednostek, budynków i dodatkowych zdolności. W niektórych grach drzewka technologiczne mają sporą długość; podgatunek 4X wyróżnia się największymi drzewkami.

### Mapa i eksploracja
Starsze gry strategiczne zawierały widok z lotu ptaka tożsamy z grami planszowymi. Nowocześniejsze gry z gatunku wprowadziły perspektywę izometryczną. Mimo rozwoju grafiki trójwymiarowej oraz możliwości manipulowania kamerą gry strategiczne najczęściej wykorzystują boską perspektywę. Rzadko natomiast jest przyjmowany punkt widzenia zza pleców awatara. Standard w postaci widoku z góry został wprowadzony po to, żeby dostarczyć graczom przejrzysty widok świata gry i aby możliwe stało się przyjęcie skuteczniejszych strategii.
Kluczową rolę w większości gier strategicznych odgrywa eksploracja. Krajobraz jest częstokroć spowity ciemnością, która zostaje odsłonięta wraz z przybyciem jednostek gracza na dany obszar. Zdolność eksploracji może być ograniczona przez różne rodzaje terenu, na przykład wzgórza, wodę lub inne przeszkody. Nawet jeśli dany obszar został już odkryty, może pozostać przygaszony w przypadku braku obecności jednostek gracza w pobliżu. Ta technika projektancka nazywana jest mgłą wojny – gracz może zyskać ogląd na teren, jednak nie na jednostki znajdujące się na odkrytym obszarze. Dzięki temu przeciwnicy mogą dokonać zaskakującego ataku ze stref, które zostały wcześniej odkryte.

### Porównanie gier strategicznych czasu rzeczywistego z turowymi

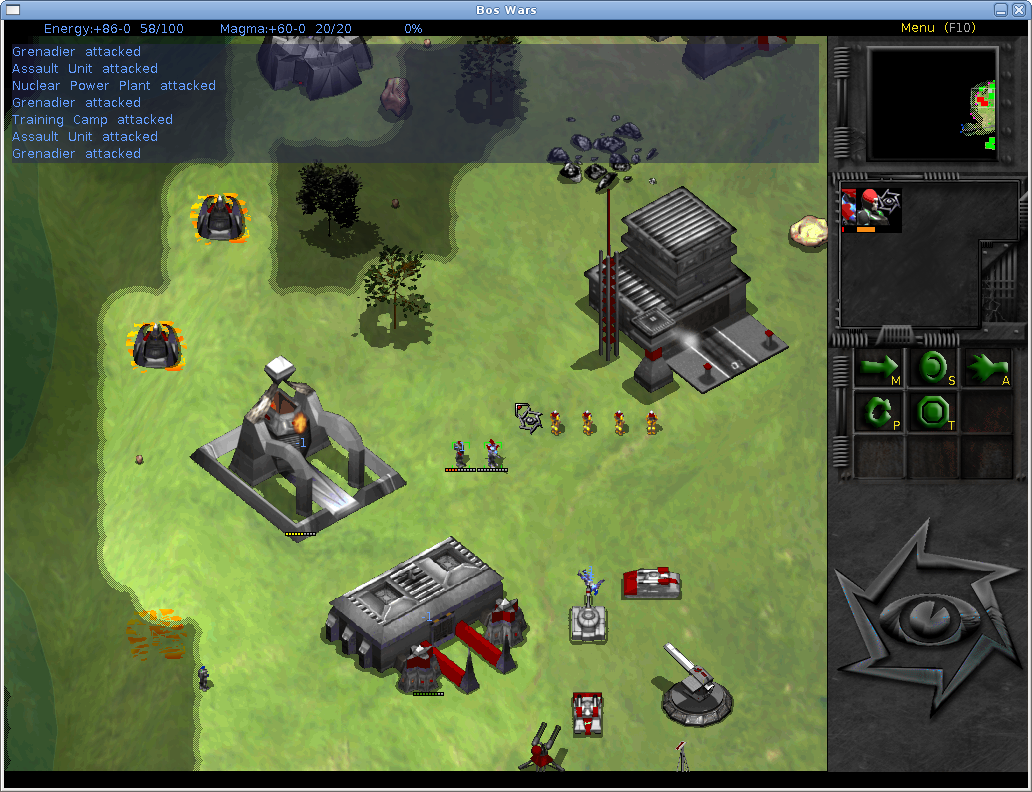
Bos Wars stanowi przykład strategicznej gry czasu rzeczywistego, w której wydarzenia zachodzą ustawicznie

Komputerowe gry strategiczne dzieli się na oddzielne gatunki w zależności od tego, czy oferują rozgrywkę o znamionach ciągłości (strategiczne gry czasu rzeczywistego), czy też w ramach nieciągłych faz (strategiczne gry turowe). Z różnic w mierzeniu czasu wynikają inne rozbieżności pomiędzy gatunkami. Zwyczajowo strategiczne gry turowe zawierają bardziej rozbudowaną sztuczną inteligencję od gier czasu rzeczywistego ze względu na to, że turowy charakter rozgrywki daje więcej czasu na kompleksową kalkulację. Jednakże sztuczna inteligencja w strategicznych grach czasu rzeczywistego nadrabia te niedostatki zdolnością do zarządzania wieloma jednostkami naraz w tempie szybszym niż człowiek. Ogólnie mówiąc, strategiczne gry czasu rzeczywistego kładą większy nacisk na akcję, podczas gdy w grach turowych wyeksponowane jest przede wszystkim planowanie abstrakcyjne.
Względna popularność strategicznych gier czasu rzeczywistego prowadzi do wniosku, iż więcej graczy preferuje gry oparte na akcji. Przyczyną tego jest fakt, że rozgrywka w czasie rzeczywistym sprzyja większej immersji u graczy i jest lepiej przystosowana do obsługi wielu graczy. Jednocześnie w przypadku gier turowych zwraca się uwagę na mniej stresujący charakter rozgrywki, który nie wymusza działania pod presją czasu i przyczynia się do bardziej wyważonego planowania działań. Możliwe jest zatem wskazanie zalet związanych z każdym gatunkiem gier strategicznych.

### Podejście strategiczne i taktyczne
Większość komputerowych gier strategicznych łączy w sobie elementy strategii i taktyki. Pojęcie „taktyki” odnosi się zwykle do sposobu wykorzystania jednostek podczas danej bitwy, podczas gdy w terminie „strategia” zawierają się zarówno siły wojskowe, jak i miejsce bitwy oraz bardziej rozległe cele dowódcze bądź obrana doktryna wojenna. Jednakże istnieje również podgatunek gier całkowicie taktycznych w swej formie, które noszą miano taktycznych gier czasu rzeczywistego (real-time tactics) bądź taktycznych gier turowych (turn-base tactics). Naukowcy i recenzenci gier niekiedy mają wątpliwości, czy dokładnie używają pojęcia gry taktycznej bądź strategicznej. Chris Taylor, projektant gier Total Annihilation i Supreme Commander, posuwa się nawet do stwierdzenia, że strategiczne gry czasu rzeczywistego zawierają w sobie więcej taktyki niż strategii. Jednakże produkty uznawane za czyste gry taktyczne przeważnie oddają graczom do dyspozycji jedynie niewielką liczbę jednostek, a nieobecne są w nich elementy typowych gier strategicznych w postaci wytwarzania obiektów oraz zarządzania zasobami. Gry taktyczne ograniczają się do walki, jak również skupiają się starciach pojedynczych jednostek lub małych oddziałów biorących udział w większym konflikcie.

### Scenerie i motywy
Gry strategiczne osadzone są w różnych sceneriach. W zależności od teatru działań wojennych mogą być wydawane jako morskie gry strategiczne (naval strategy games) lub kosmiczne gry strategiczne. Rozgrywka może odbywać się na wielką skalę (gatunek grand strategy wargame) niezależnie od tego, czy toczy się w czasie rzeczywistym, czy też w turach. Gry strategiczne osadzone są również w różnych realiach historycznych, wykorzystując jako czas akcji na przykład II wojnę światową, średniowiecze lub epokę wojen napoleońskich. Część gier strategicznych nawet snuje alternatywne wersje wydarzeń z historii świata, manipulując faktami historycznymi i pisząc dzieje na nowo. Nietrudno też zauważyć gry umiejscowione w realiach fantastyki naukowej, jak również nawiązujące do fantasy.
Niektóre gry strategiczne noszą miano abstrakcyjnych, gdyż ich celem nie jest przedstawianie w pełni wiernego świata. Choć część z nich opiera się na walce – jednostki mogą zostać przechwycone bądź zniszczone – to jednak zawarte są w nich zadania polegające na układaniu grup jednostek w określone wzory. Pomimo to przytłaczająca większość gier strategicznych odwołuje się do świata realnego, co może się wyrażać w ich złożonej mechanice.

### Rozgrywka jedno- i wieloosobowa
W grach strategicznych możliwa jest rozgrywka jednoosobowa lub wieloosobowa, a niekiedy obie wymienione. W przypadku gry jednoosobowej gracze mają możliwość uczestnictwa w trybie kampanii, na który składa się seria meczów rozgrywanych przeciwko sztucznej inteligencji. Ukończenie każdego meczu tudzież misji posuwa akcję gry do przodu, skutkując niekiedy pojawieniem się przerywnika filmowego; niektóre gry nagradzają gracza za ukończenie misji odblokowaniem nowych zdolności bądź usprawnień. Wytrawni gracze mają w zwyczaju częściej uczestniczyć w rozgrywce wieloosobowej, w której żywi gracze są bardziej wymagającymi rywalami aniżeli sztuczna inteligencja. Przeciwnicy symulowani przez sztuczną inteligencję często potrzebują niedostępnych dla gracza informacji lub modyfikatorów, aby stanowić dla nich wyzwanie.